# Aram Chatjaturjan
Aram Iljitj Chatjaturjan (armeniska: Արամ Եղիայի Խաչատրյան, ryska: Арам Ильич Хачатурян, ibland transkriberat Chatjaturian, på engelska Khachaturian), född 6 juni 1903 i Tiflis, guvernementet Tiflis, död 1 maj 1978 i Moskva, Sovjetunionen, var en armenisk (sovjetisk) kompositör.

## Biografi
Chatjaturjan föddes i en fattig armenisk familj i Tbilisi i Georgien. Som barn var han mycket fascinerad av musik, men han fick aldrig möjlighet att lära sig spela något musikinstrument eller läsa noter. Fascinationen var dock så stark att han 1921 reste ensam till Moskva för att få studera musik, med mycket få förkunskaper inom området och utan att kunna tala ett ord ryska. Uppenbarligen lyckades han ändå uppvisa sådan talang för musik att han antogs till Gnesin-institutet där han fick lära sig spela cello under Michail Gnesin och 1925 börja studera komposition. 1929 gick han vidare till Moskvakonservatoriet där han studerade under Nikolaj Mjaskovskij. På 1930-talet gifte han sig med klasskamraten Nina Makarova. 1951 blev han professor vid Moskva-konservatoriet.
Bland Chatjaturjans verk märks konserter för violin, cello och piano, tre symfonier och baletterna Spartacus och Gajane.

## Utmärkelser
Asteroiden 4802 Khatchaturian är uppkallad efter honom.

## Verk (i urval)
Se även Verklista för Aram Chatjaturjan.
- Violinkonsert i d-moll (1940)
- Gajane, balett med bland annat den kända Sabeldansen (musik ur Gajane förekommer i filmen 2001 – Ett rymdäventyr och även i filmen Punchline).
- Spartacus, balett (del ur verket är signatur till TV-serien Onedinlinjen).
- Maskerad, balett varur valsen är ett av de mer kända verken.

## Filmer innehållande Chatjaturjan-musik (urval)
- 1948 - Russkij vopros
- 1953 - Admiral Usakov (Admiral Usjakov)
- 1956 - Otello
- 1961 - Ett, två, tre
- 1968 – 2001 – Ett rymdäventyr
- 1986 – Aliens
- 1988 – Punchline
- 1994 – Strebern
- 2001 – A Beautiful Mind
- 2004 – Kung Fu Hustle